# Vrhaveč
Vrhaveč è un comune della Repubblica Ceca facente parte del distretto di Klatovy, nella regione di Plzeň.

## Galleria d'immagini

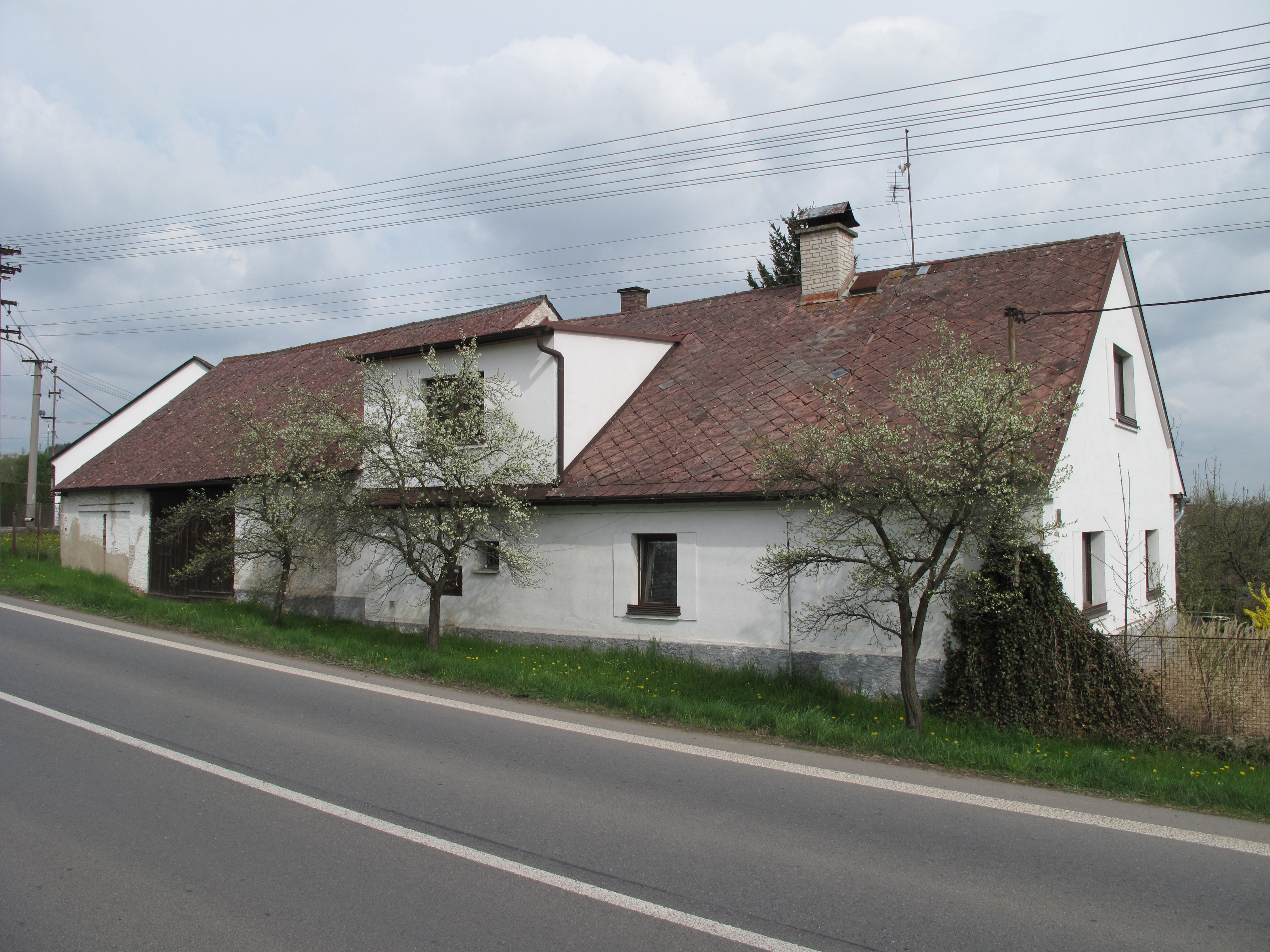
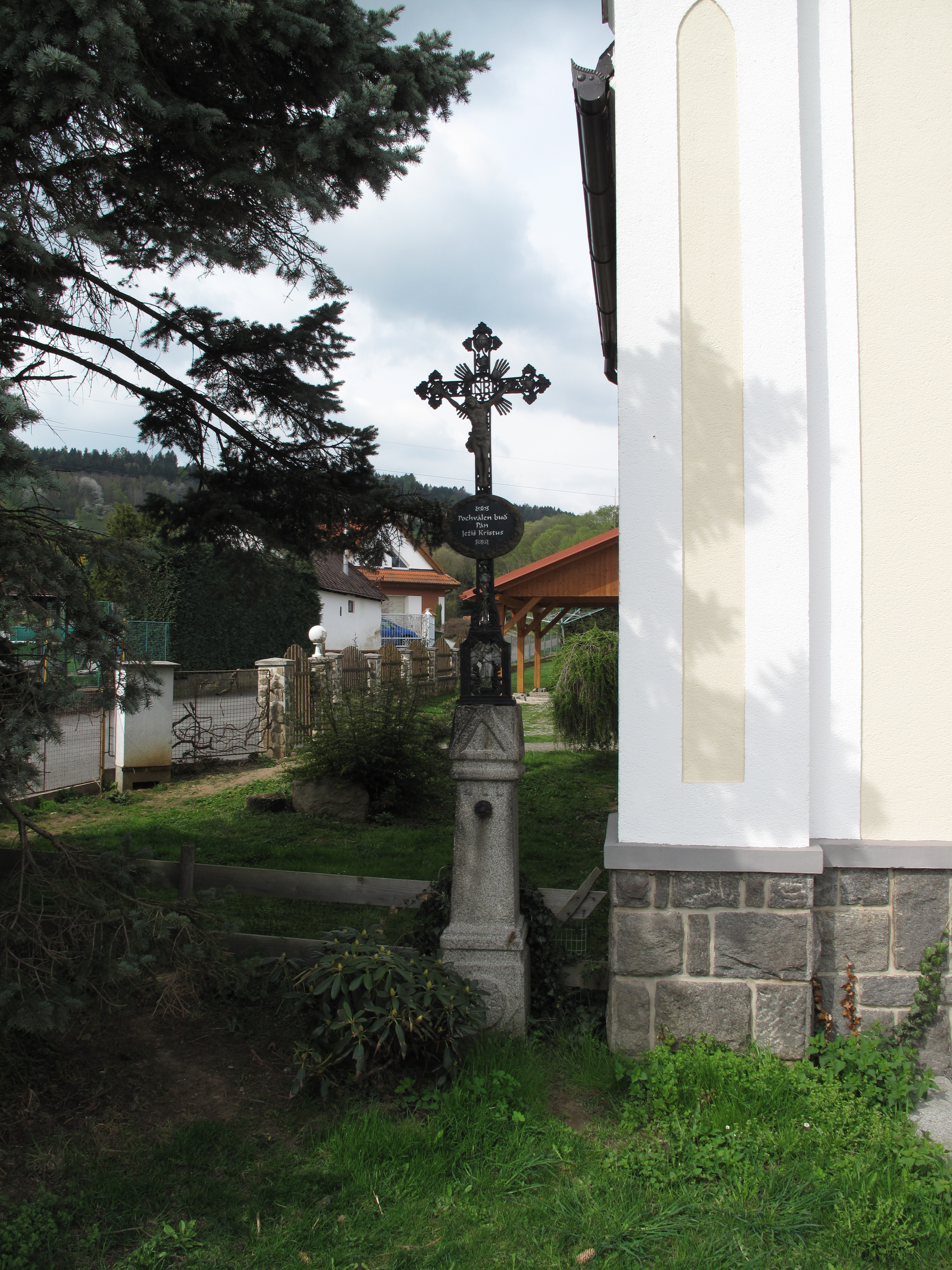
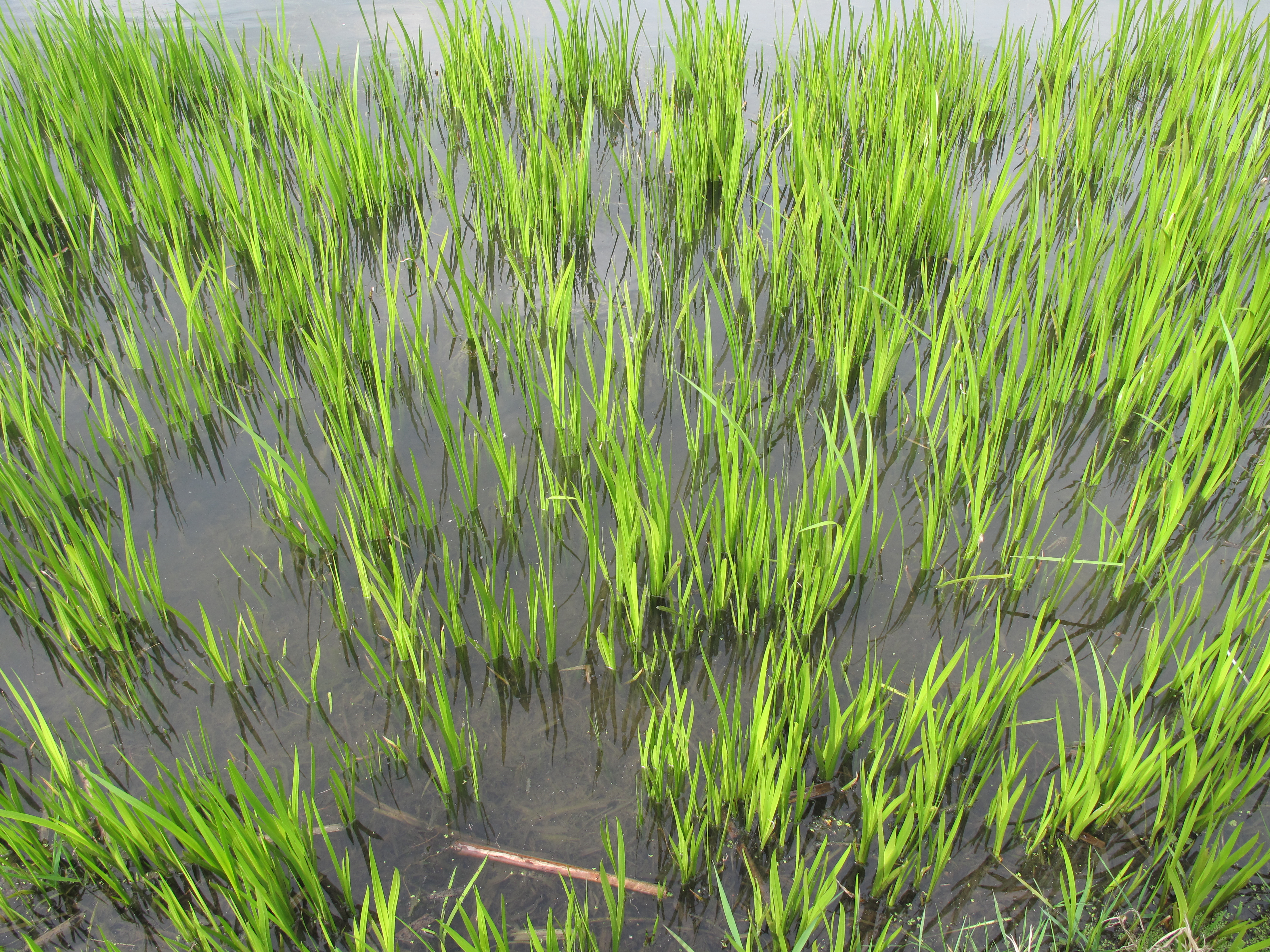